# Hibernatus
Hibernatus is een Franse komische film uit 1969 met Louis de Funès in de hoofdrol, geregisseerd door Edouard Molinaro. De film heeft als Nederlandse titel Vriezen We Dood, Dan Vriezen We Dood.

## Verhaal
Tijdens een Frans-Deense Noordpoolexpeditie wordt het lichaam ontdekt van een man die daar 70 jaar eerder verzeild is geraakt. Hij wordt ontdooid en herkend door zijn kleindochter en haar man. Ze besluiten hem in huis te halen, hoewel de arts dat afraadt, maar verzwijgen dat hij 70 jaar in het ijs heeft doorgebracht. Omdat de schok voor hem te groot zou zijn gaat alles 70 jaar terug in de tijd.
Opmerkelijk is dat in de film alle drie de verschillende modellen van de Citroen Ds als break ambulance usine voorkomen: een bruine eerste neus (rond 1961), een roomwitte tweede neus (rond 1965) en een witte derde neus (rond 1968). Het zijn laagdaks uitvoeringen.

## Rolverdeling
| Acteur           | Personage                |
| ---------------- | ------------------------ |
| Louis de Funès   | Hubert de Tartas         |
| Michael Lonsdale | Prof. Edouard Loriebat   |
| Claude Gensac    | Edmée de Tartras         |
| Bernard Alane    | Paul Fournier, de ijsman |
| Oliver De Funès  | Didier de Tartas         |
| Eliette Demay    | Evelyne Crépin-Jaujard   |
| Martine Kelly    | Sophie                   |